# Jorma Uotinen
Jorma Leo Kalevi Uotinen (né le 28 juin 1950 à Pori, Finlande) est un danseur, chorégraphe, directeur artistique, chanteur et interprète finlandais. Il est considéré comme l'une des figures les plus influentes des arts de la scène en Finlande, avec une carrière de plus de cinquante ans et un impact significatif sur la scène de la danse, tant nationale qu'internationale,,,,.

## Jeunesse et formation
Uotinen a grandi à Pori, en Finlande, où il a été élevé par sa mère et sa sœur après la mort de son père alors qu'il n'avait que trois ans. Il s'intéresse très tôt au théâtre et commence à jouer dans des productions locales à l'âge de dix ans. À quinze ans, il débute des cours de ballet à l'école de danse d'Erkki Kuntu à Pori. À dix-neuf ans, Uotinen est atteint du syndrome de Guillain-Barré, qui le prive temporairement de la parole et du mouvement. Après sa guérison, il décide de se consacrer à la danse,,.
Il étudie à l'École de ballet de l'Opéra national de Finlande puis poursuit sa formation à Stockholm et en Suisse, notamment auprès de Serge Golovine,,.

## Carrière de danseur et chorégraphe

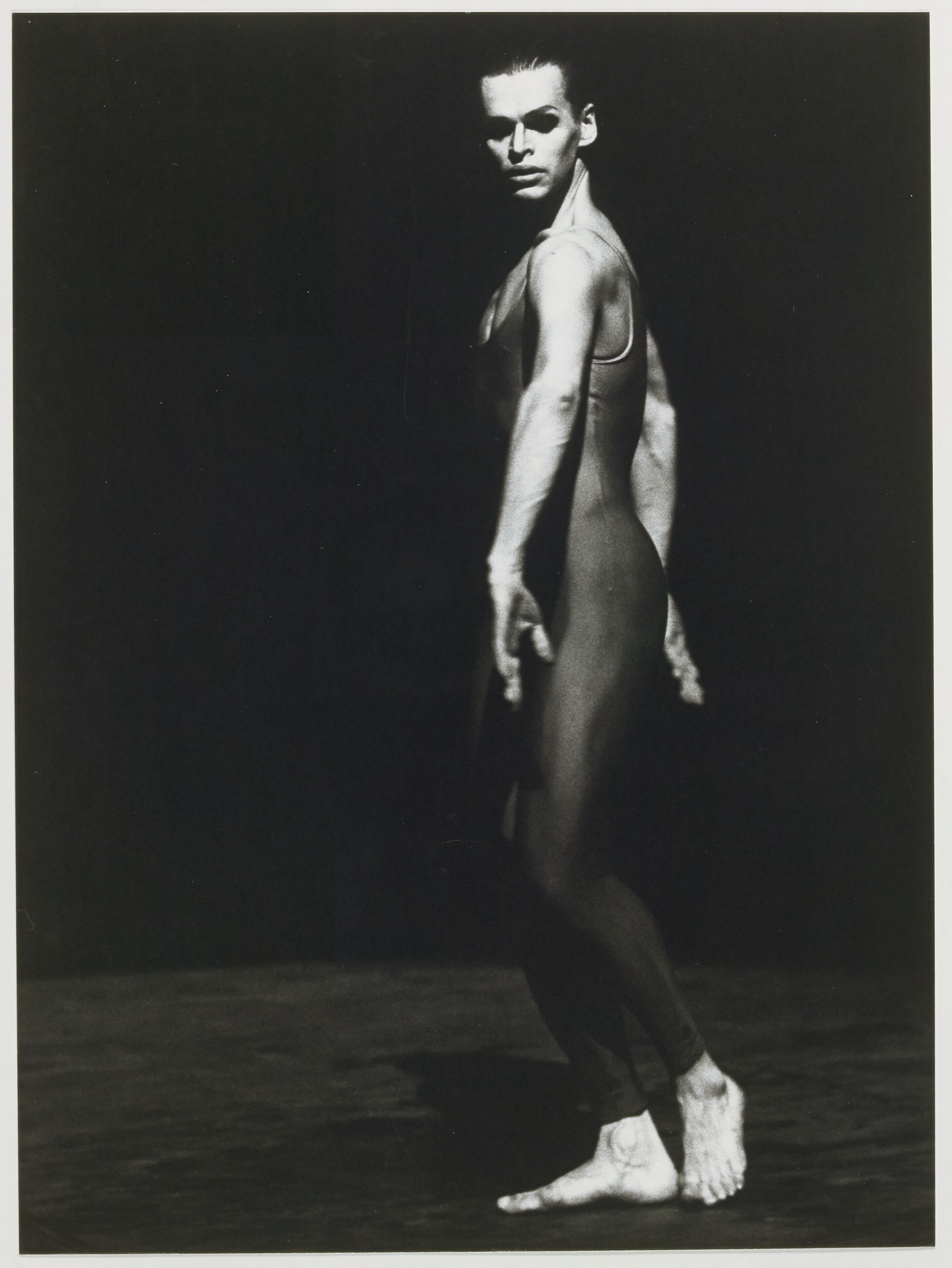
Jorma Uotinen.

Uotinen commence sa carrière professionnelle comme danseur au Ballet national de Finlande (1970–1976). En 1976, il est invité par la chorégraphe Carolyn Carlson à rejoindre le Groupe de Recherches Théâtrales de l’Opéra de Paris (GRTOP), où il travaille jusqu’en 1980 et acquiert une reconnaissance internationale en tant que danseur contemporain. Il chorégraphie également des œuvres telles que Yoyo (1979) durant cette période,,.
Après un passage au Teatro La Fenice à Venise, Uotinen retourne en Finlande et devient chorégraphe puis premier directeur artistique de la compagnie de danse du Théâtre municipal d’Helsinki (1982–1992). Il y crée plusieurs œuvres marquantes, dont Kalevala, Ballet Pathétique et La Belle au bois dormant, et met en scène des comédies musicales telles que Chicago, Cats et Piaf, Piaf.,,
De 1992 à 2001, Uotinen est directeur artistique du Ballet national de Finlande, où il élargit le répertoire pour inclure des œuvres classiques et contemporaines, collaborant avec des chorégraphes de renommée internationale tels que John Neumeier, Natalia Makarova, Sylvie Guillem et Ohad Naharin,,.
Uotinen a créé près de 80 œuvres chorégraphiques et a travaillé comme chorégraphe invité pour des compagnies telles que le Ballet royal du Danemark, le Teatro alla Scala, le Grand Théâtre de Genève et le West Australian Ballet,,,.

## Direction de festival et travaux ultérieurs
Depuis 2002, Uotinen est le directeur artistique du Festival de danse de Kuopio, le plus important festival de danse de Finlande, où il a présenté au public finlandais des compagnies internationales de danse contemporaine de premier plan,,,.
Après sa carrière active de danseur, Uotinen s’est tourné vers le chant et s’est produit lors de concerts, galas, films et émissions de télévision. Il est également connu pour son rôle de juge dans la version finlandaise de Dancing with the Stars (Tanssii tähtien kanssa) depuis 2006,,,.
Uotinen joue le rôle d’Ilmari dans le film musical finno-français Le Café de mes souvenirs.

## Style et influence
Uotinen est reconnu pour sa présence scénique charismatique, sa chorégraphie innovante et sa capacité à fusionner différents éléments artistiques — danse, musique, éclairages et costumes — en des spectacles cohérents. Ses œuvres, souvent très visuelles, s’inspirent d’artistes comme Jérôme Bosch et René Magritte,,.

## Vie personnelle
Uotinen est ouvertement bisexuel et a entretenu une longue relation avec la chanteuse finlandaise Helena Lindgren. Il est ambassadeur de bonne volonté de l’UNICEF et participe à diverses initiatives culturelles et humanitaires,.

## Distinctions et reconnaissance
Uotinen a reçu de nombreux prix et distinctions en Finlande et à l’étranger au cours de sa carrière. Il s’est vu décerner le titre honorifique de professeur en 2012,.

## Œuvres sélectionnées
Chorégraphies :
- Jojo (1978, solo)
- Kalevala (1985)
- Ballet Pathétique (1989)
- La Belle au bois dormant (1990)
- Piaf, Piaf (comédie musicale)
- Anna Karenina (2018, co-chorégraphe)
- Uotinen goes Kekkonen – Rakkauden presidentti (2020)

En tant que danseur :
- Casse-Noisette
- Coppélia
- Don Quichotte
- La Sylphide
- Mort à Venise[3],[1]

## Héritage
Jorma Uotinen est célébré pour son rôle déterminant dans la reconnaissance internationale de la danse moderne finlandaise et pour ses contributions en tant qu’interprète, chorégraphe et leader artistique,.